# 金光祥浩
金光 祥浩（かねみつ よしひろ、8月27日 - ）は、日本の男性声優。青二プロダクション所属。大阪府出身。

## 人物
青二塾大阪校20期生。
方言は関西弁。
アニメ、CD/ラジオドラマ、洋画、ゲーム、テレビ、ラジオ等に出演している。
特技は空手道。

## 出演

### テレビアニメ
2006年
- 神様家族（加藤）
- 貧乏姉妹物語（生徒、縁日の人々）
- マージナルプリンス〜月桂樹の王子達〜（TVアナウンサー、側近）
- ONE PIECE（衛兵、役人、兵士、男性客、馬人ゾンビ、ゾンビ、ドレイクの部下）

2007年
- 逆境無頼カイジ（男A、黒服B、3番）
- ゲゲゲの鬼太郎（第5作）（2007年 - 2008年、新宿の駅員、亡者、妖怪、天狗ポリス）
- シグルイ（広瀬京平、番頭、伝鬼）
- シャイニング・ティアーズ・クロス・ウィンド（狼獣人）
- DEATH NOTE（新入生A）
- 鉄子の旅（アナウンス）
- 電脳コイル（コメンテーター）
- 遙かなる時空の中で3 紅の月（平家侍3）
- メイプルストーリー（ストン、スティジ、モリョン、モンスターB、乗客、ゾンビキノコ、村人、弓族、オクトパス、ザッタ団モンスター）
- モノノ怪 「化猫」（新聞社社員）

2008年
- 逆境無頼カイジ（秋川、2番）
- ちびまる子ちゃん（小巴川、消防隊員、豆腐屋、ドラマの男、村人、さっちゃんのパパ、図書委員）

2009年
- ねぎぼうずのあさたろう（家臣）

2011年
- テレビまんが 昭和物語

2024年
- ザ・ファブル（井崎勤）

### OVA
- ないしょのつぼみ（2008年、立花幹生）

### 劇場アニメ
- ONE PIECE THE MOVIE エピソードオブチョッパー+ 冬に咲く、奇跡の桜（2008年）

### ゲーム
2006年
- 三國志11（冷静武将）
- SIMPLE2000シリーズ Vol.107 THE 炎の格闘番長（黒岩の隆二、ヤンキー男2）
- ジョジョの奇妙な冒険 ファントムブラッド（ジョーンズ）

2007年
- 餓狼伝 Breakblow Fist or Twist（風間浩二、富田賢吾）
- テイルズ オブ ファンダム Vol.2（マルクト兵）
- VitaminX（大住毅）

2008年
- ルーンファクトリー フロンティア（ダニー、クロス）

2009年
- テイルズ オブ ザ ワールド レディアント マイソロジー2
- ときめきメモリアル4

2010年
- 仮面ライダー クライマックスヒーローズ オーズ（仮面ライダーギャレン）

2011年
- オール仮面ライダー ライダージェネレーション（スカイライダー）
- 仮面ライダー クライマックスヒーローズ フォーゼ（仮面ライダーギャレン）

2012年
- オール仮面ライダー ライダージェネレーション2（スカイライダー）

2013年
- トゥームレイダー（ジョナ）

2015年
- ライズ オブ ザ トゥームレイダー（ジョナ）

2016年
- オール仮面ライダー ライダーレボリューション（スカイライダー）
- 仮面ライダー バトライド・ウォー創生（スカイライダー）

2018年
- シャドウ オブ ザ トゥームレイダー（ジョナ）

### ドラマCD
- ドラマCD バッカーノ!1931 〜鈍行編・特急編〜（2005年、ヘルガ、白服、マフィア）
- 英雄伝説 空の軌跡 the 3rd －魂の刻印－（2009年、影の王）

### 吹き替え
- きかんしゃトーマス（初代ブラスバンド、2代目マッコールさん）

### ナレーション
- 上田ちゃんネル
- 遠藤淳（テレビ東京）
- ZIP!チューモーク!
- ZIP!WORLD